# 84 Petersen
84 Petersen er en film instrueret af Ingolf Boisen.

## Handling
En dokumentarisk skildring af Københavns Brandvæsens daglige arbejde med røgdykker 84 Petersen i titelrollen.